# Успенский храм (Сочи)
Це́рковь Успе́ния Пресвято́й Богоро́дицы — православный храм в селе Высокое Адлерского района города Сочи Краснодарского края.

## История
В 1883 году в Высоком уже действовала деревянная церковь и церковно-приходская школа. В 1904 году при непосредственном участии настоятеля храма Харлампия Семерджи была построена новая каменная церковь и освящена в честь Успения Божией Матери.
В 1938 году восьмидесятилетний Харлампий Семерджи был арестован и расстрелян. После гибели настоятеля храм пришёл в запустение: была полностью разрушена деревянная колокольня, сама церковь была обезглавлена, внутри был устроен склад.
В 2006 году усилиями греческой общины устроен мощный монолитный железобетонный пояс вокруг фундамента церкви.
В 2011 году построен двухэтажный дом общей площадью 53 квадратных метра, где на первом этаже размещается церковная лавка и трапезная. Далее несколько лет ушло на работы по восстановлению, ремонту и реставрации храма.
В 2018 году, по окончании работ, на Пасху состоялось первое богослужение.

## Духовенство
- Настоятель храма — протоиерей Николай Снопов  https://hramuspenia.cerkov.ru/duxovenstvo/

## Галерея

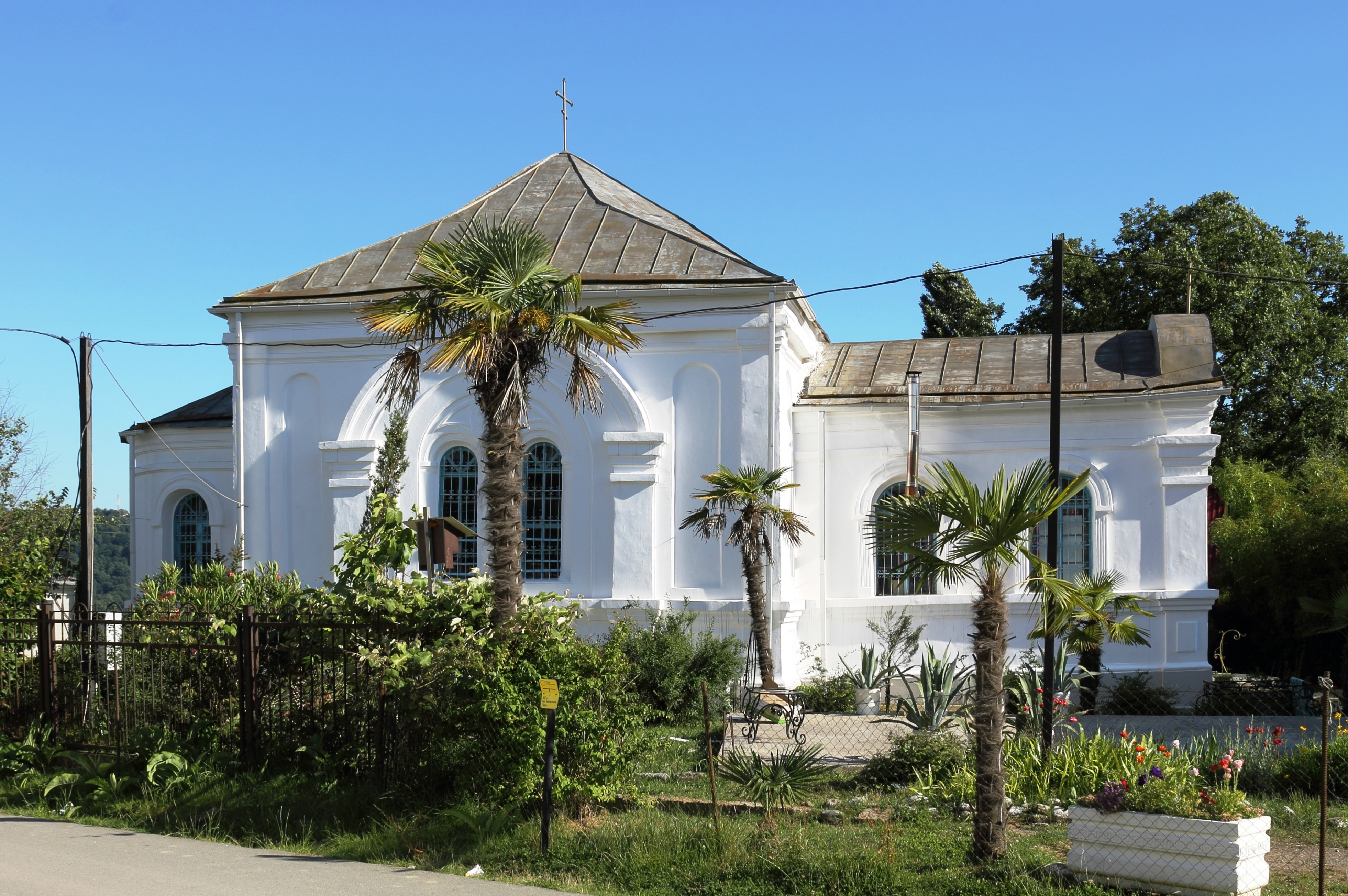
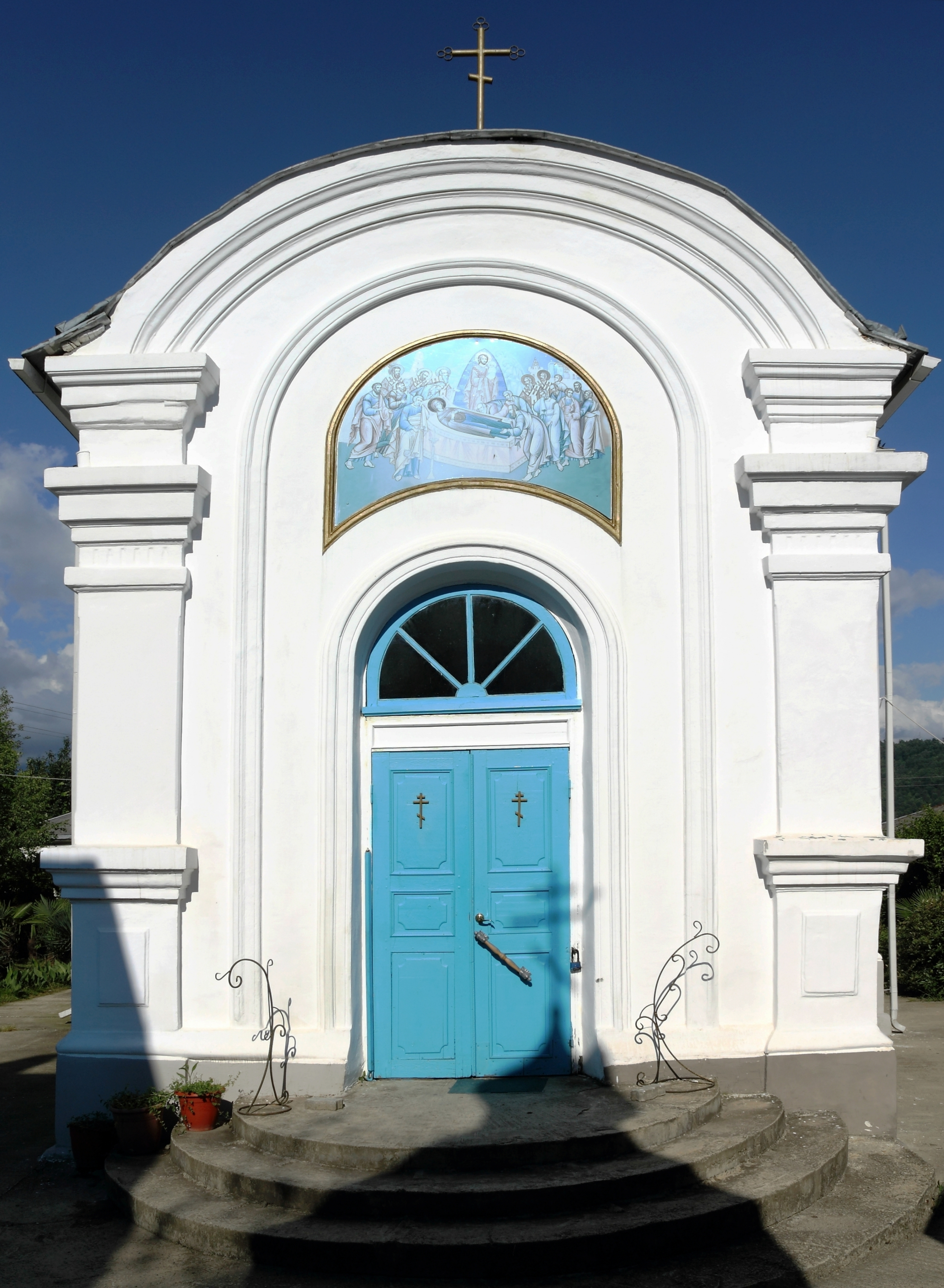
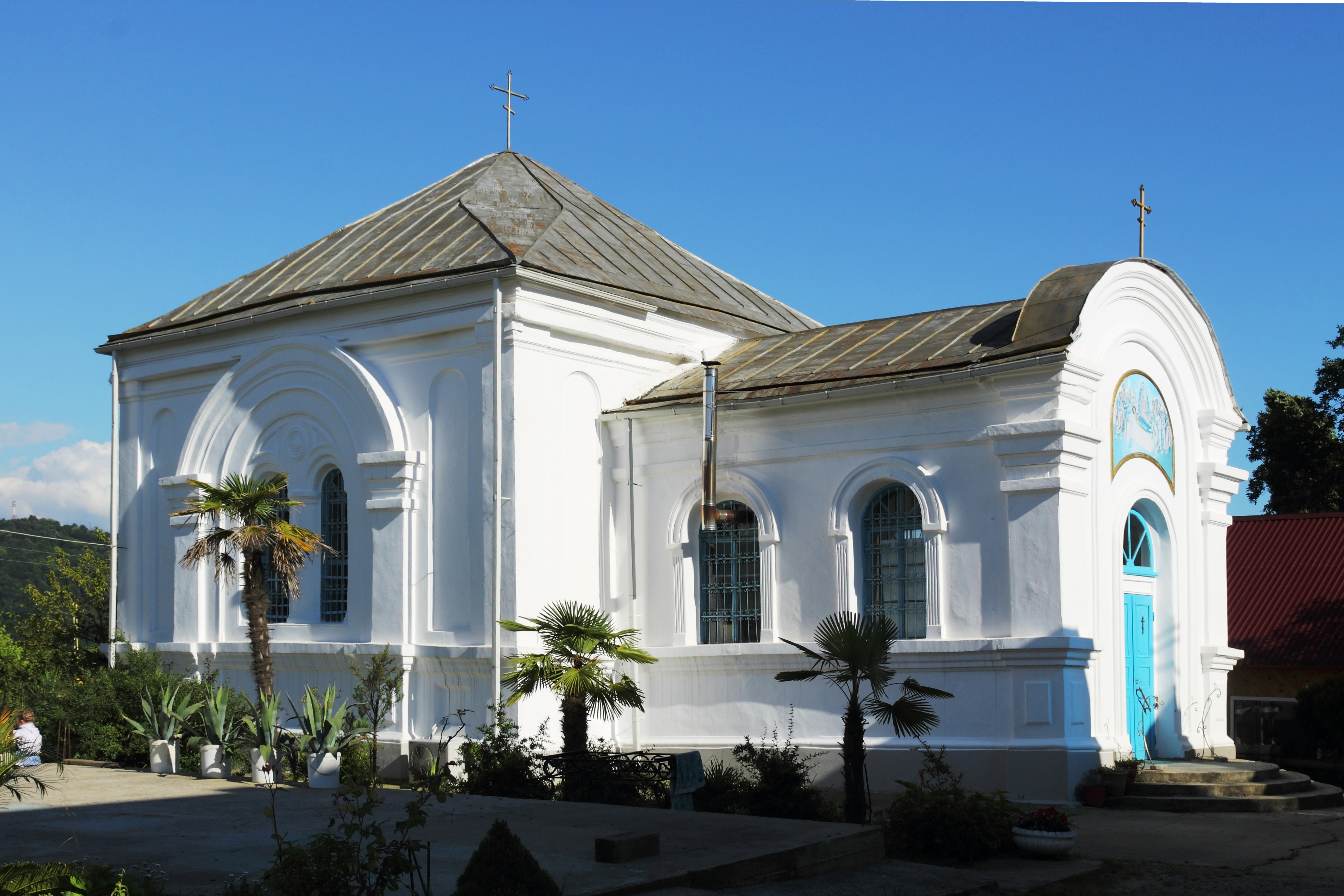
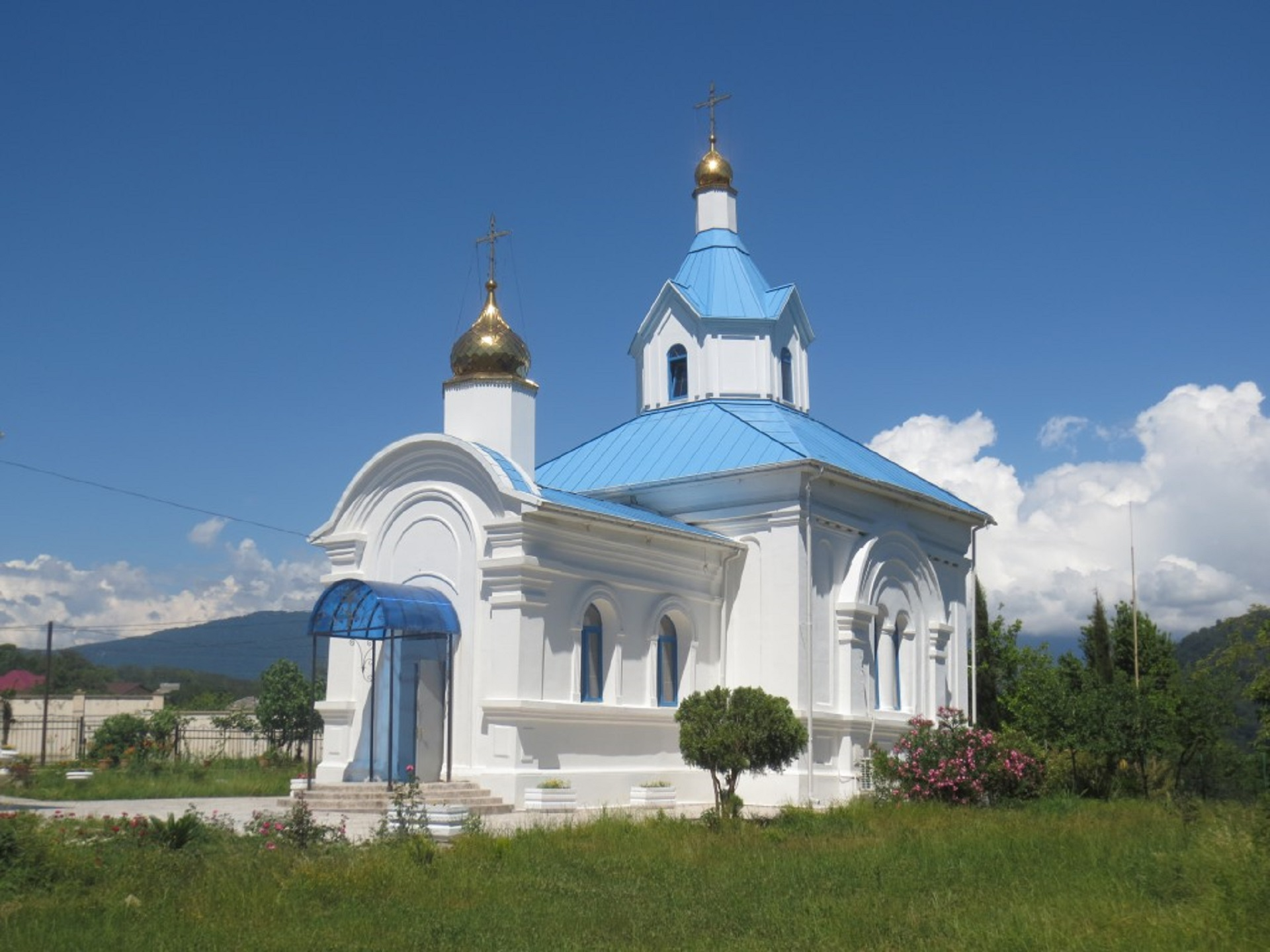
Настоящее время
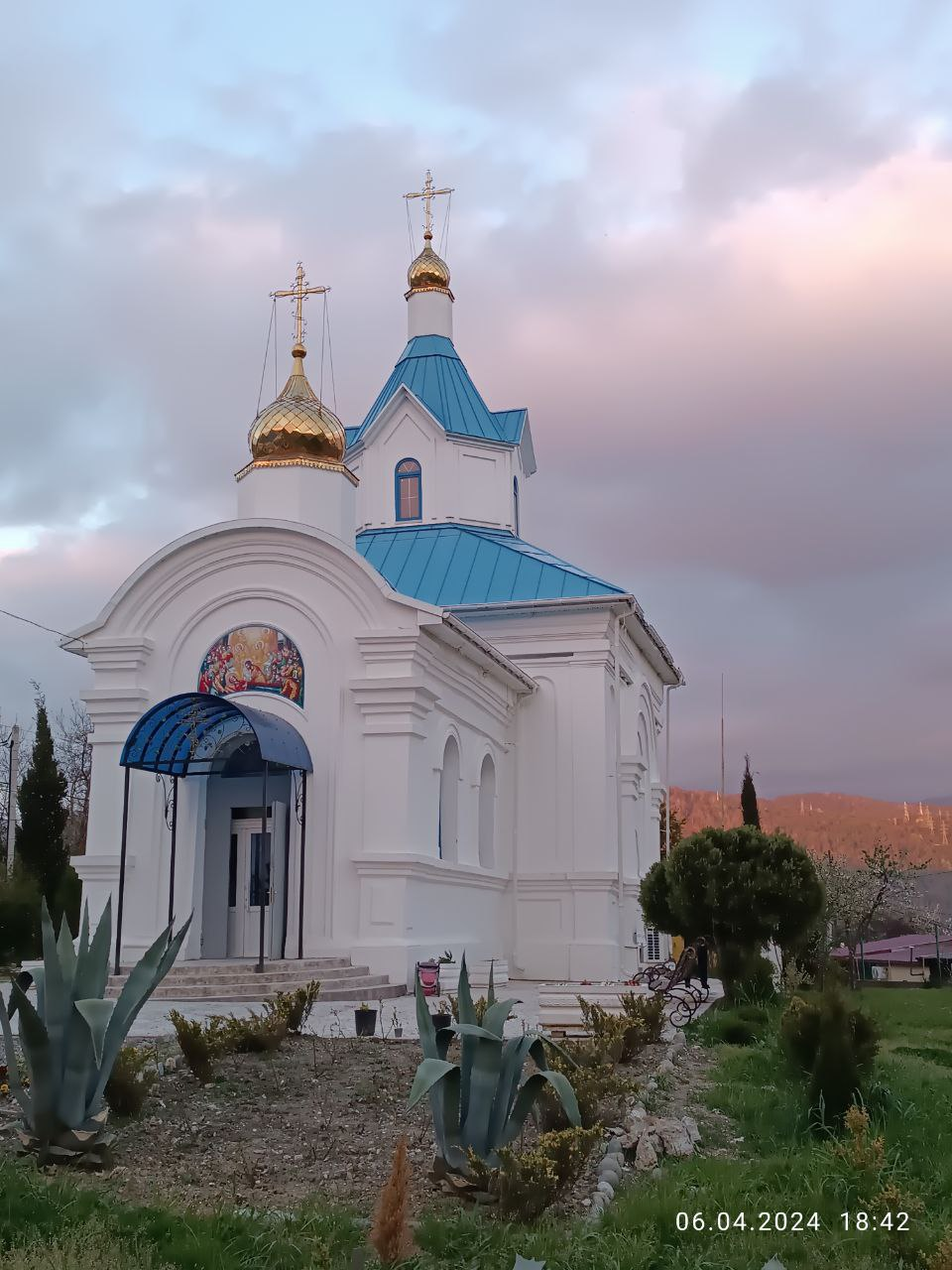
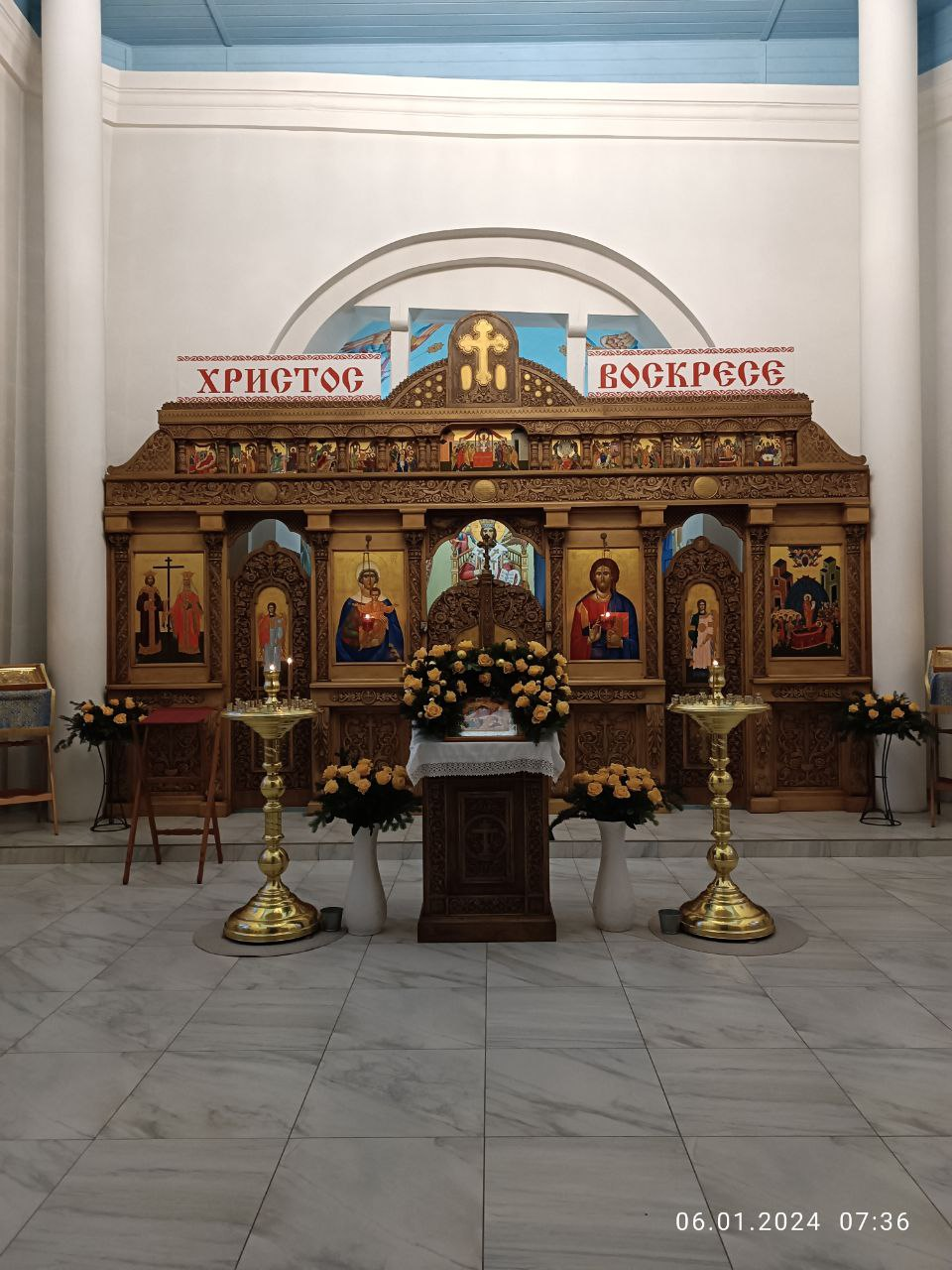
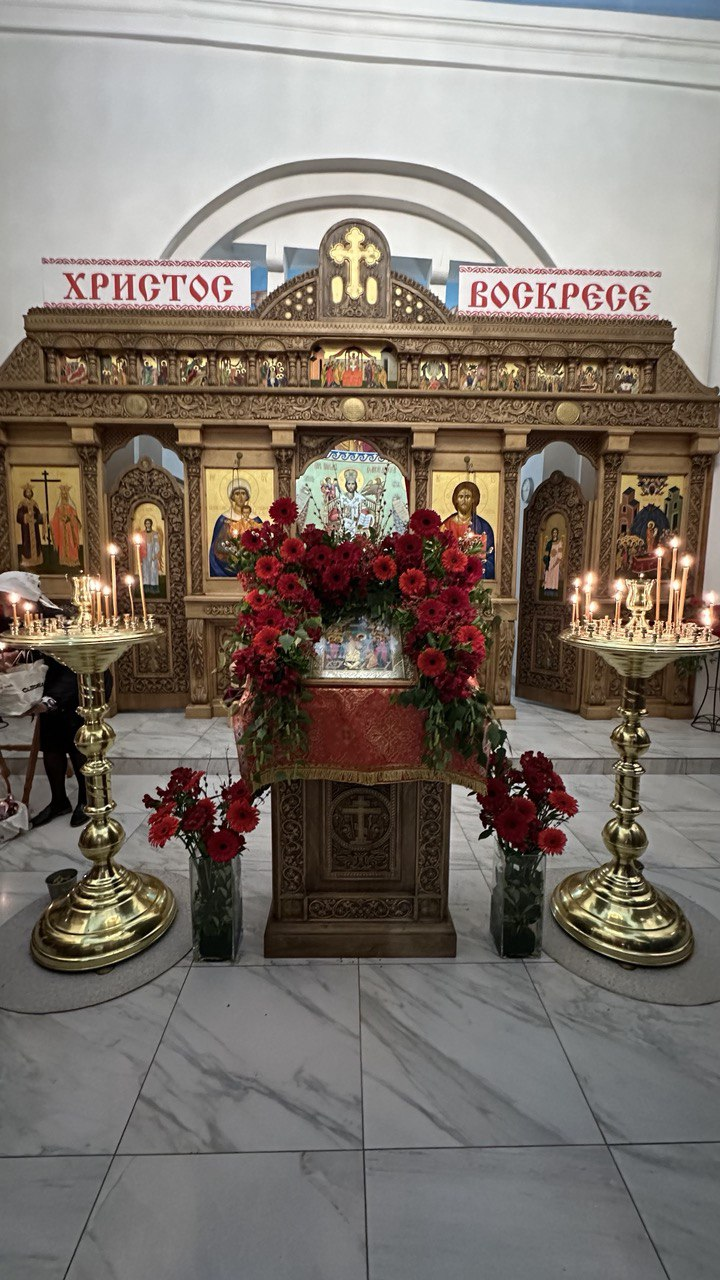